# John Cooper (automobile)
John Newton Cooper, dit John Cooper (17 juillet 1923 – 24 décembre 2000) est un ingénieur britannique, cofondateur de Cooper Car Company avec son père Charles Cooper. Né à Surbiton, dans le Grand Londres, il devient célèbre dans l'histoire du sport automobile et de la Formule 1 pour avoir réintroduit le concept du moteur en position centrale-arrière (initié par Auto Union dans les années 1930) sur ses monoplaces, tout d'abord sur ses voitures de Formule 3, le généralisant ensuite à toutes ses voitures de course.

## Biographie
Charles Cooper ouvre un petit garage à Surbiton spécialisé dans l'entretien de voitures de sport. Son fils John quitte l'école à quinze ans pour devenir apprenti. Il sert dans la Royal Air Force dans la fabrication d'instruments pendant la Seconde Guerre mondiale. Après la guerre, lui et son père commencent à fabriquer des monoplaces, simples et économiques pour les pilotes privés, souvent faites à partir de pièces issues du surplus militaire. Comme leurs voitures remportent beaucoup de courses et que la demande augmente, le père et le fils fondent ensemble Cooper Car Company en 1948 pour construire plus de voitures.
Cooper a toujours minimisé l'histoire sur la mise en place du moteur en position centrale-arrière, prétendant que c'était plus pratique. Parce que leurs voitures étaient mues par des moteurs de moto entraînés par chaînes, Cooper déclare « Nous n'avions certainement pas le sentiment que nous étions en train de créer une percée scientifique ! … Nous avons mis le moteur à l'arrière… parce que c'était la chose la plus pratique à faire »,. À l'origine, John conduit ses propres voitures à ses débuts, mais quand la compagnie prend de l'importance, il trouve de moins en moins de temps pour participer à des courses. Fin 1953, il trouve le temps de battre plusieurs records de vitesse à Montlhéry.

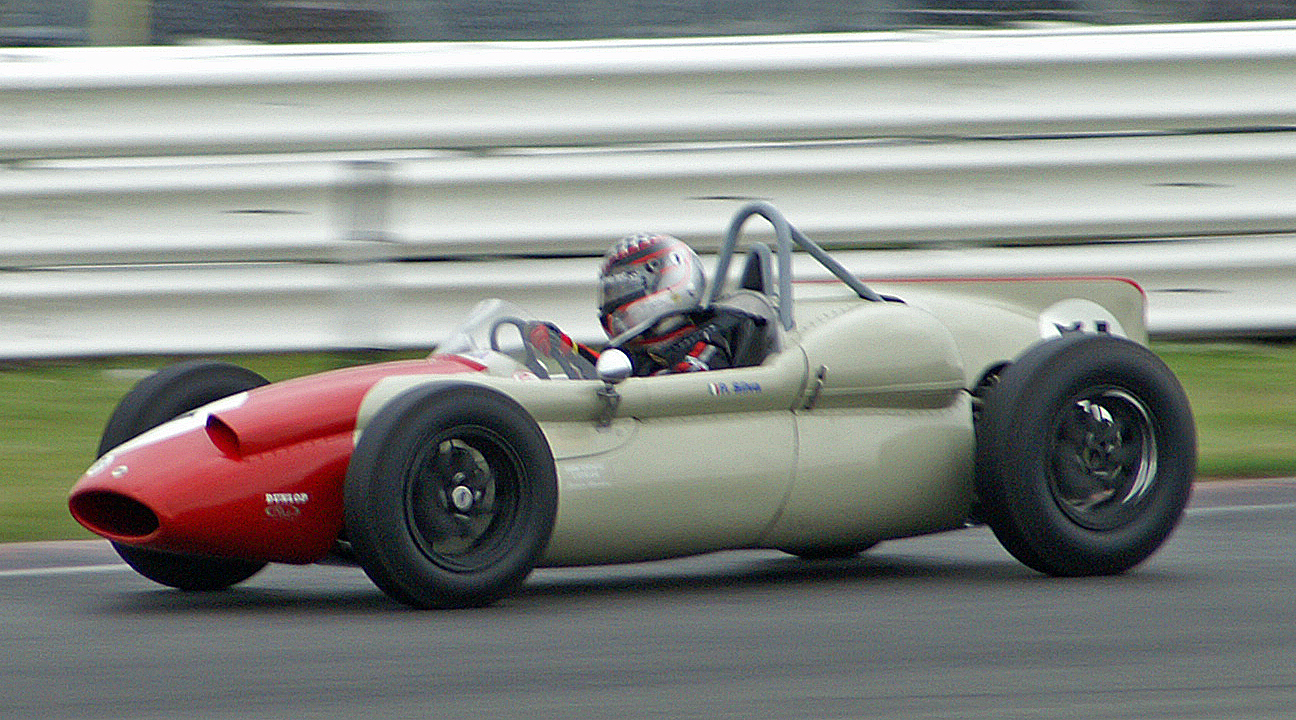
Une Cooper T51 à Silverstone en 2009.

À la fin des années 1950, la majorité des aspirants pilotes britanniques a commencé à piloter sur une Cooper. À cette même époque, les Cooper de Formule 1 sont pilotées par quelques-uns des plus célèbres pilotes qui soient, Jack Brabham, Stirling Moss, Maurice Trintignant ou Bruce McLaren. En neuf ans, l'écurie remporte seize Grands Prix et voit Brabham sacré champion du monde des pilotes tandis que Cooper est sacré champion du monde des constructeurs, en 1959 et en 1960.
Lors du déplacement à Sebring, en Floride, pour le Grand Prix des États-Unis 1959, Cooper rencontre le pilote Américain Rodger Ward, vainqueur des 500 miles d'Indianapolis et du championnat USAC. Ward, surpris par la capacité de la petite Cooper à prendre les virages lui propose d'arranger une série d'essais sur l'Indianapolis Motor Speedway et lui dit « Tu dois essayer ta voiture autour de l'ovale. Indy vous attend ! ». Cooper prend l'une de ses monoplaces de Formule 1 et se rend à Indianapolis à l'automne 1960, il y trouve des conducteurs, des constructeurs et des personnalités de course, réunis par une « tolérance amusée, mêlée d'une évidente curiosité », selon Cooper. Quand Jack Brabham se rend à Indianapolis comme débutant, il commence ses tours d'échauffement, sans être informé de la  nécessité de faire augmenter progressivement sa vitesse sur la piste. Il réussit son deuxième tour à 144,8 miles par heure, assez rapide pour être sur la troisième rangée de la grille de départ de la course précédente. Ward est tellement enthousiasmé que Cooper accepte de le laisser conduire la voiture, aussi. À partir de ce moment, les têtes pensantes d'Indianapolis réalisent que les jours du moteur avant sont comptés. En quelques années, la révolution de John Cooper a été complète.

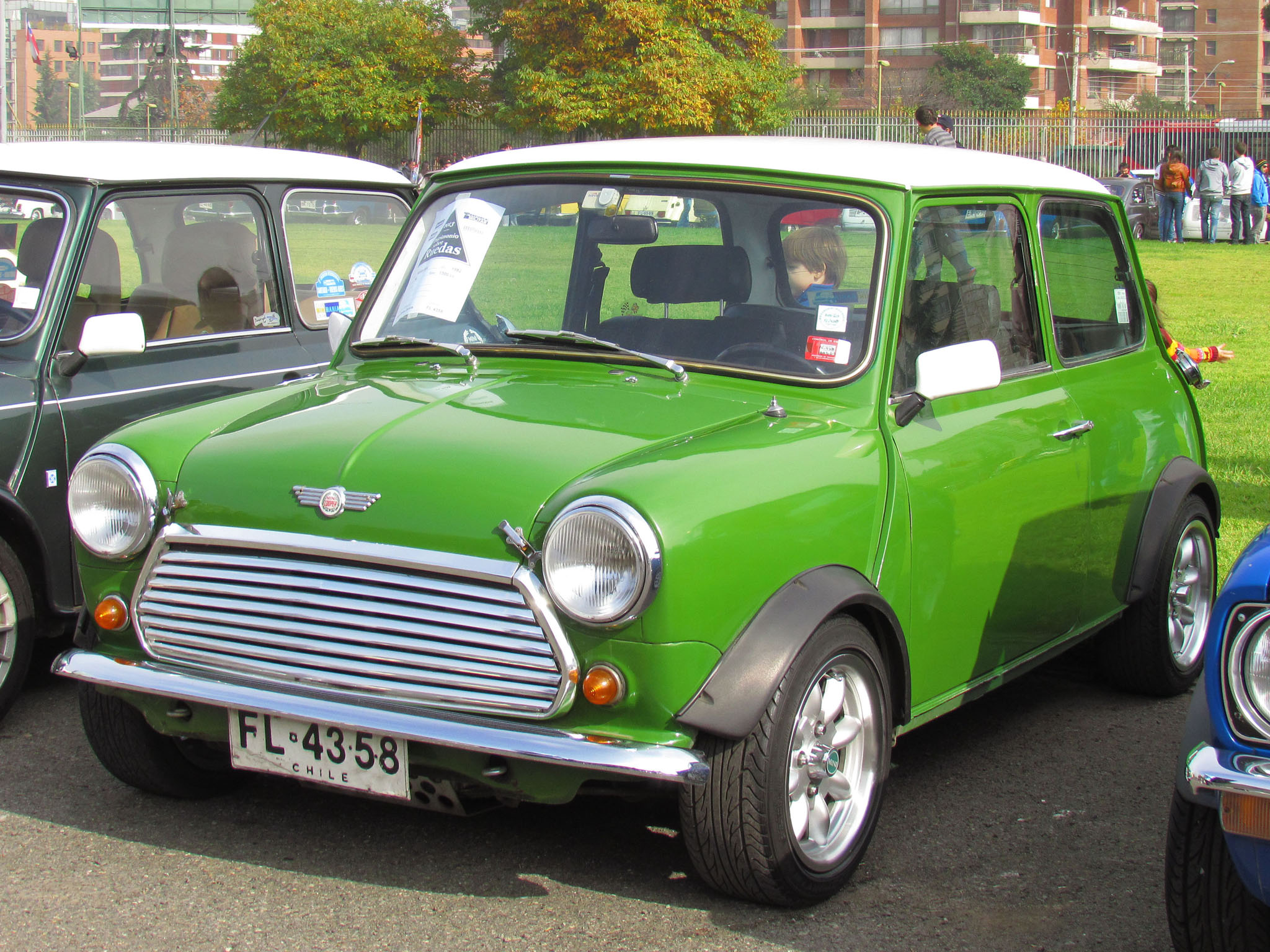
Une Austin Cooper.

Cooper se rend également célèbre pour sa propre version du best-seller de la British Motor Corporation, la Mini. La Mini Cooper est rapidement prisée par les rallyemens pour des épreuves telles que le Rallye Monte-Carlo. Peu avant sa mort, le nom Mini est vendu au constructeur munichois BMW qui en fait sa propre version. John et son fils Mike sont consultés pour la création de la nouvelle Mini.
Cooper était le dernier survivant des principales équipes de la Formule 1 à ses débuts, il a souvent déploré tard dans sa vie qu'il n'y avait plus de plaisir depuis longtemps dans la course. Il a aidé à établir la domination de la technologie Britannique et a été nommé Commandeur de l'Ordre de l'Empire britannique (CBE) pour services rendus au sport automobile britannique. Il reste à la tête de l'entreprise familiale, le garage installé dans le Sussex de l'Ouest qui avait des débouchés pour la Mini Cooper, à East Preston et Honda chez Ferring. Il décède à l'âge de soixante-dix-sept ans en l'an 2000.

### Citations originales
1. ↑  (en) « We certainly had no feeling that we were creating some scientific breakthrough! … We put the engine at the rear… because it was the practical thing to do »
2. ↑  (en) « You've got to try out your car around the Oval. Indy's waiting for you! »
3. ↑  (en) « amused tolerance, mixed with obvious curiosity »